# Maršov (Krupka)
Maršov (německy Marschen) je vesnice, část města Krupka v okrese Teplice. Nachází se asi dva kilometry východně od Krupky. Maršov leží v katastrálním území Maršov u Krupky o rozloze 1,18 km².

## Historie
První písemná zmínka o vesnici pochází z roku 1335.

## Obyvatelstvo
Při sčítání lidu v roce 1921 ve vsi žilo 820 obyvatel (z toho 394 mužů), z nichž bylo 142 Čechoslováků, 664 Němců, jeden příslušník jiné národnosti a třináct cizinců. Většina obyvatel (763 lidí) se hlásila k římskokatolické církvi, patnáct k církvím evangelickým, sedm k církvi izraelské a 35 lidí bylo bez vyznání. Podle sčítání lidu z roku 1930 měla vesnice 1 375 obyvatel: 238 Čechoslováků, 1 113 Němců, jeden příslušník jiné národnosti a 23 cizinců. Kromě římskokatolické většiny v Maršově žilo 43 evangelíků, jeden člen církve československé, jeden příslušník nezjišťovaných církví a 132 lidí bez vyznání.
|                                                       | 1869 | 1880 | 1890 | 1900  | 1910  | 1921  | 1930  | 1950 | 1961 | 1970 | 1980 | 1991  | 2001  | 2011  | 2021  |
| ----------------------------------------------------- | ---- | ---- | ---- | ----- | ----- | ----- | ----- | ---- | ---- | ---- | ---- | ----- | ----- | ----- | ----- |
| Obyvatelé                                             | 504  | 690  | 810  | 1 166 | 1 321 | 1 317 | 1 375 | 894  | —    | 818  | 503  | 4 865 | 4 826 | 4 226 | 3 622 |
| Domy                                                  | 64   | 86   | 96   | 122   | 143   | 156   | 179   | 198  | —    | 187  | 131  | 204   | 213   | 276   | 307   |
| Údaje z roku 1961 jsou zahrnuty u místní části Unčín. |      |      |      |       |       |       |       |      |      |      |      |       |       |       |       |

## Obecní správa
Při sčítání lidu v letech 1869–1930 Maršov byl samostatnou obcí v okrese Ústí nad Labem. V roce 1950 byla částí obce Unčín v okrese Teplice. V následujícím období byla vesnice úředně zrušena a jako část města Krupka byla obnovena 1. července 1980.

## Osobnosti
- Josef Dittrich (1794–1853), biskup

## Další fotografie

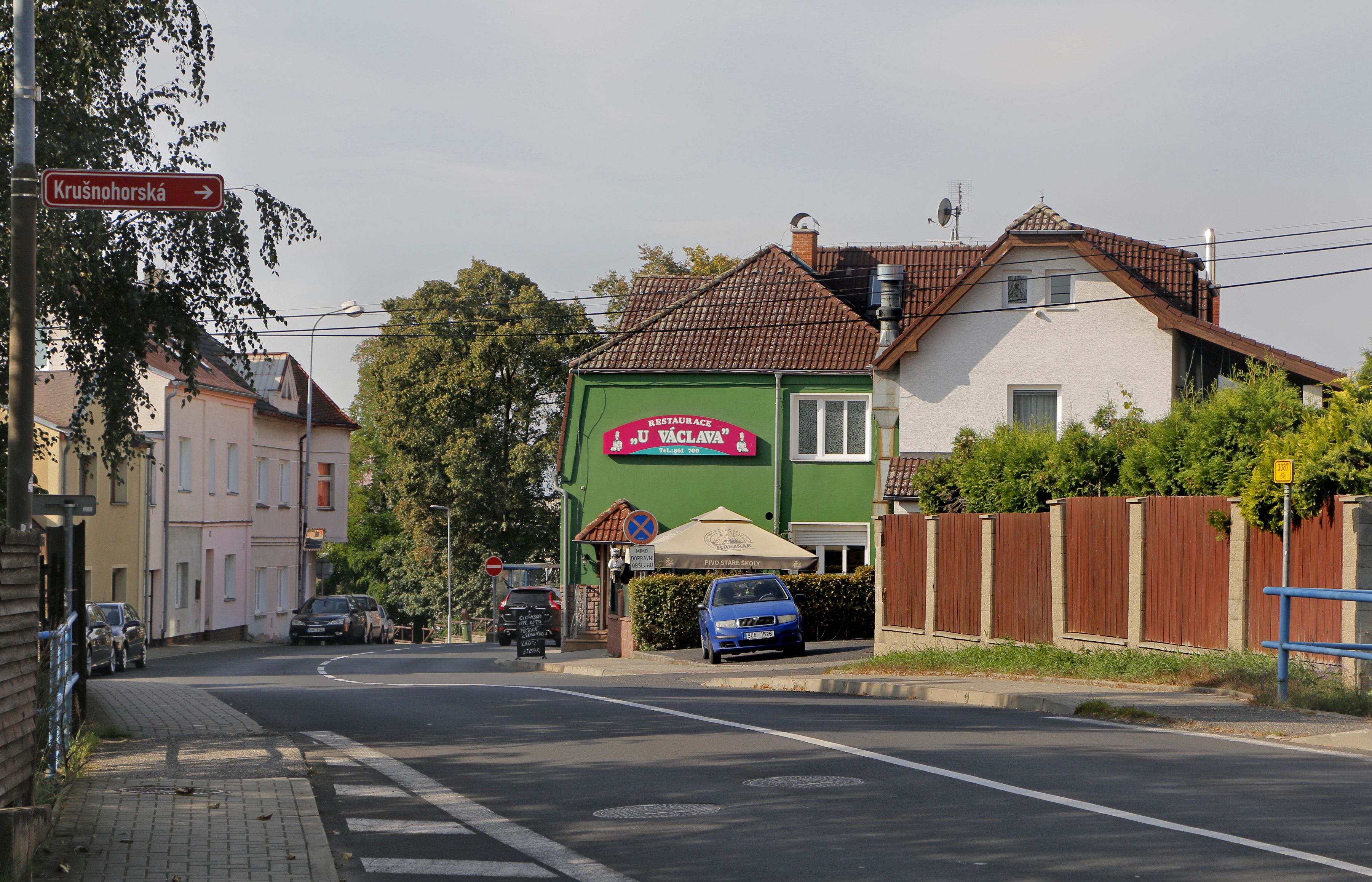
Revoluční ulice
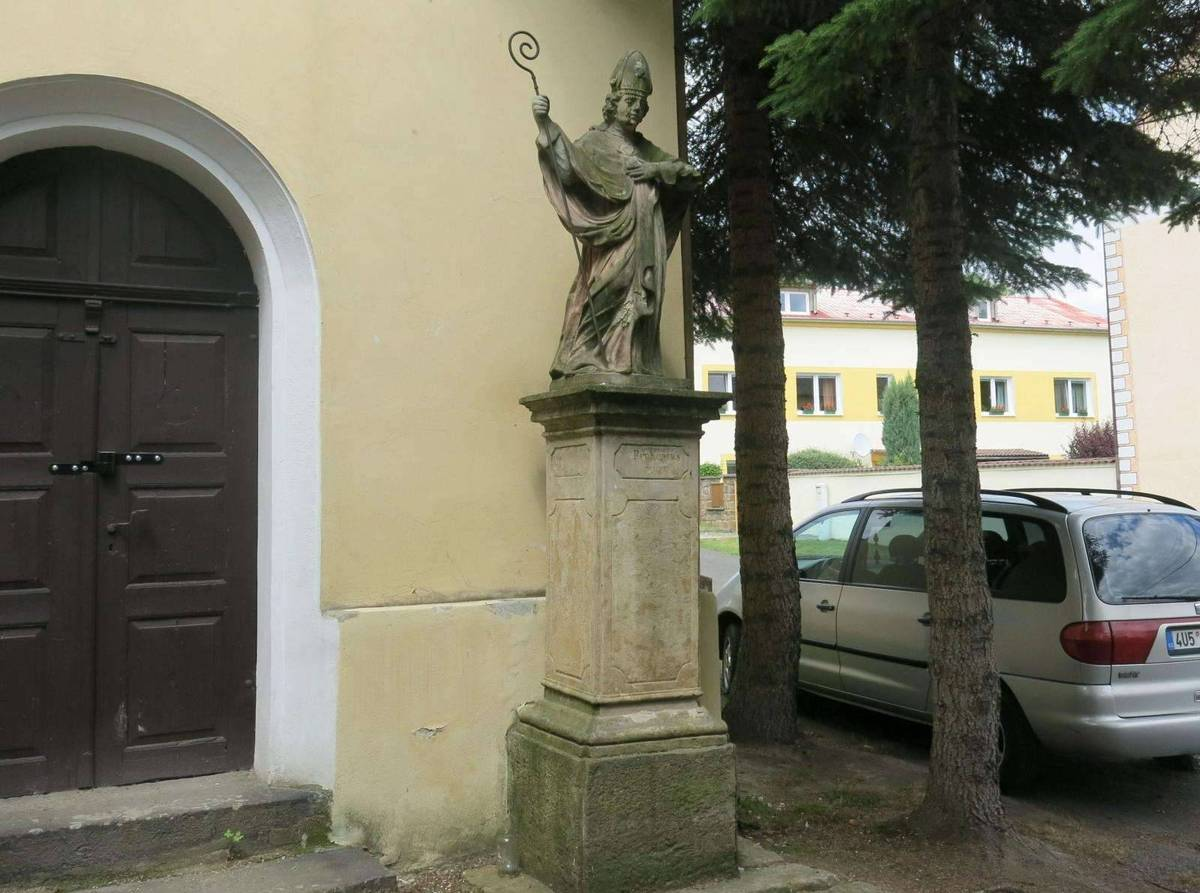
Socha svatého Prokopa u kaple